# Président de la république de Serbie
Le président de la république de Serbie (en serbe Председник Републике Србије, Predsednik Republike Srbije) est le chef de l'État de la Serbie.
L'actuel président de la République est Aleksandar Vučić, depuis le 31 mai 2017.

## Élection

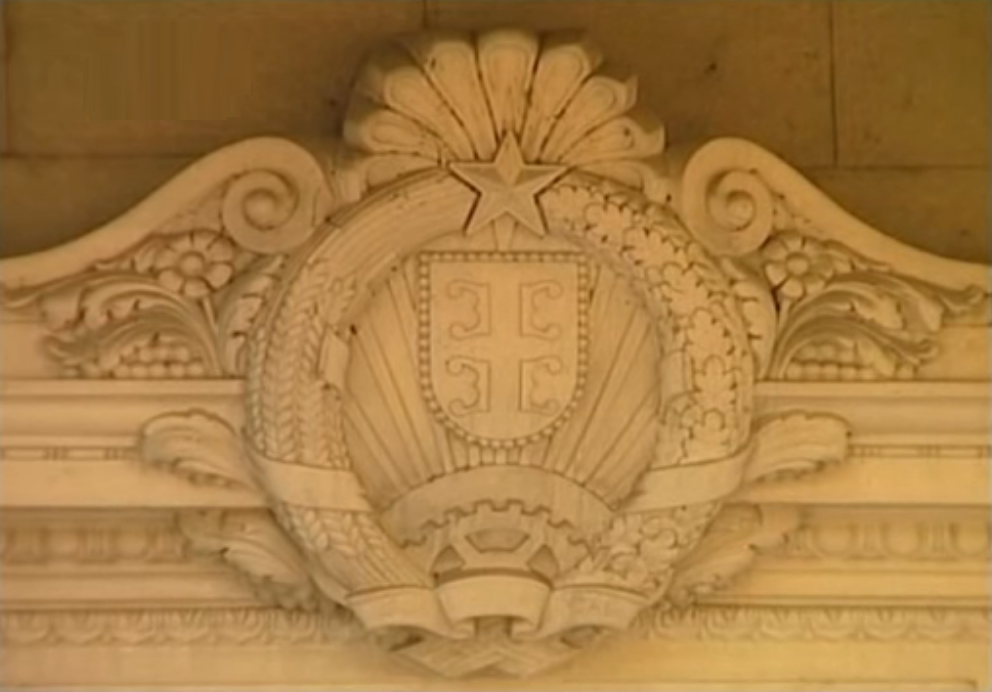
Armoiries de la République socialiste de Serbie au-dessus de la porte d'entrée de la résidence du président de la république de Serbie.

Le président de la république de Serbie est élu au scrutin uninominal majoritaire à deux tours pour un mandat de cinq ans, renouvelable une fois. Est élu le candidat qui recueille la majorité absolue des votes valides au premier tour. À défaut, les deux candidats arrivés en tête au premier tour s'affrontent lors d'un second tour organisé dans les quinze jours, et celui recueillant le plus de voix est déclaré élu,,.
L'élection est fixée par le président de l'Assemblée nationale 90 jours avant la fin du mandat du président sortant, de telle sorte que celle-ci se déroule dans les 60 jours suivant.

### Indépendance de la fonction
Afin de garantir l'indépendance de la fonction, le président « ne peut exercer aucune autre fonction publique ou activité professionnelle ».

### Prestation de serment
L'article 114 paragraphe 3 de la Constitution dispose que le président de la République doit prêter le serment suivant lors de sa prise de fonction :

« Zaklinjem se da ću sve svoje snage posvetiti očuvanju suverenosti i celine teritorije Republike Srbije, uključujući i Kosovo i Metohiju kao njen sastavni deo, kao i ostvarivanju ljudskih i manjinskih prava i sloboda, poštovanju i odbrani Ustava i zakona, očuvanju mira i blagostanja svih građana Republike Srbije i da ću savesno i odgovorno ispunjavati sve svoje dužnosti. »

— Article 114 de la Constitution

« Je jure solennellement de consacrer tous mes efforts à préserver la souveraineté et l'intégrité du territoire de la république de Serbie, y compris le Kossovo et la Métochie qui en sont partie intégrante, ainsi qu'à assurer l'exercice des droits et des libertés de l'homme et des minorités, le respect et la protection de la Constitution et des lois, la préservation de la paix et du bien-être de tous les citoyens de la république de Serbie et que j'exercerai mes fonctions consciencieusement et de manière responsable. »

— Article 114 de la Constitution

## Compétences
L'article 112 de la Constitution dispose que le président de la République « représente la république de Serbie à l'intérieur du pays et à l'étranger ; promulgue les lois par décret, conformément à la Constitution ; propose à l'Assemblée nationale un candidat comme président du gouvernement, après avoir entendu les opinions des représentants des groupes parlementaires ; propose à l'Assemblée nationale les candidats aux autres fonctions, conformément à la Constitution et à la loi ; nomme et révoque, par décret, les ambassadeurs de la république de Serbie, sur la proposition du Gouvernement ; reçoit les lettres de créance et de rappel des représentants diplomatiques étrangers ; accorde les amnisties et décerne les honneurs ; [et] administre les autres affaires fixées par la Constitution ».
Le président peut dissoudre l'Assemblée et renvoyer le gouvernement. Il peut aussi déclarer l'état d'urgence. Il appelle aux élections, représente le pays, accorde des médailles et des récompenses. Il dispose également d'un droit de véto sur les lois, valable jusqu'à une seconde approbation du projet par l'Assemblée.

## Statut présidentiel

### Statut en droit civil et pénal
Il bénéficie d'une immunité garantie par l'Assemblée nationale.

### Symboles
Le président de la république de Serbie possède son propre drapeau, appelé l'« étendard présidentiel ».

### Palais présidentiel
La résidence officielle du président de la république de Serbie se trouve à Belgrade, dans le Novi dvor (« le nouveau palais »), tandis que les bureaux de la Présidence, encore appelés chancellerie (en serbe : канцеларија et kancelerija), sont situés dans la tour Beograđanka.

## Succession
En cas de vacance de la présidence, le président de l'Assemblée nationale assure l'intérim.
Le président peut être destitué pour violation de la Constitution. Cette destitution a lieu par l'adoption d'une résolution par l'Assemblée nationale, approuvée par au moins deux tiers des députés. La procédure est initiée par au moins un tiers des députés.

## Présidents de la république de Serbie

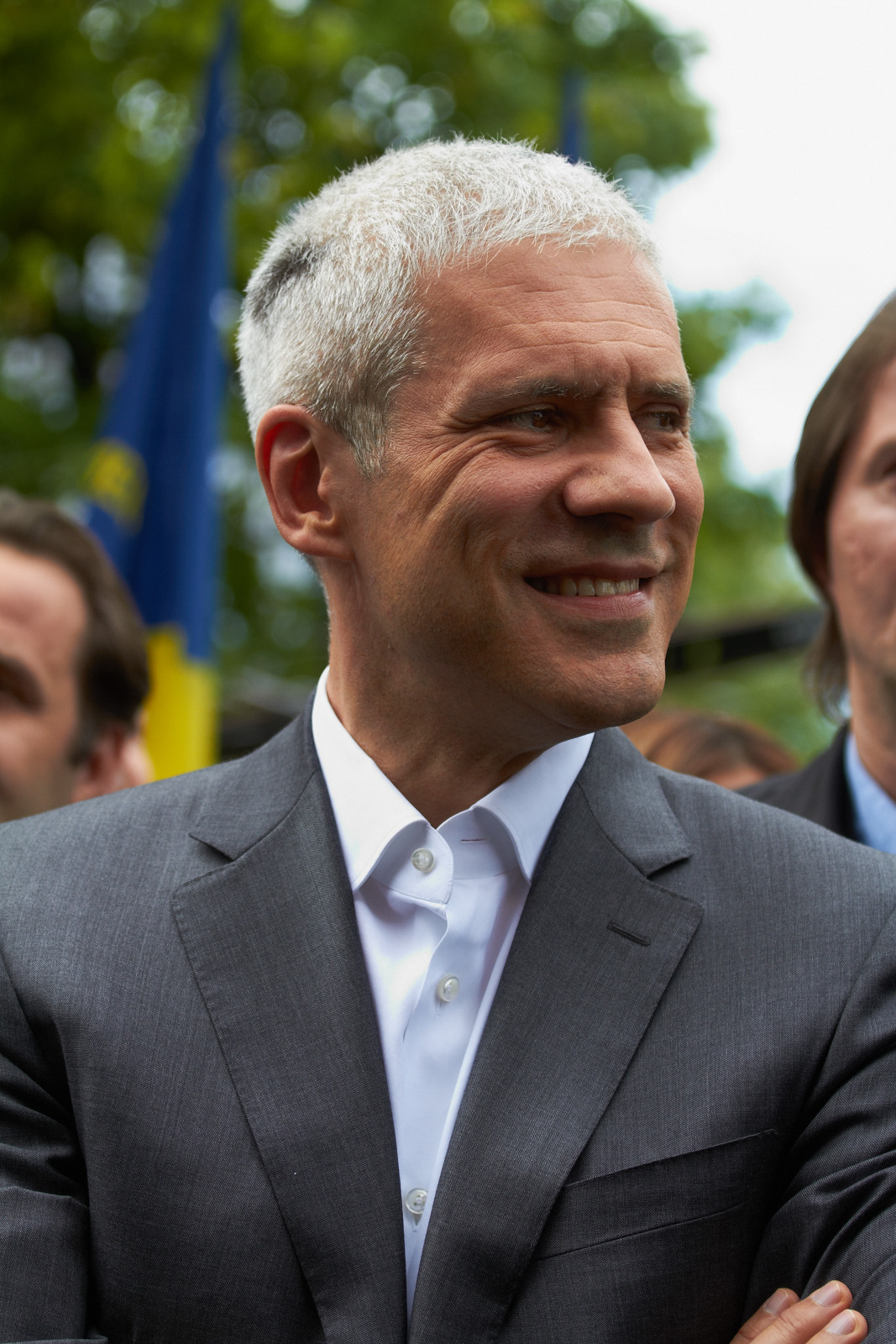
Boris Tadić (2006-2012)
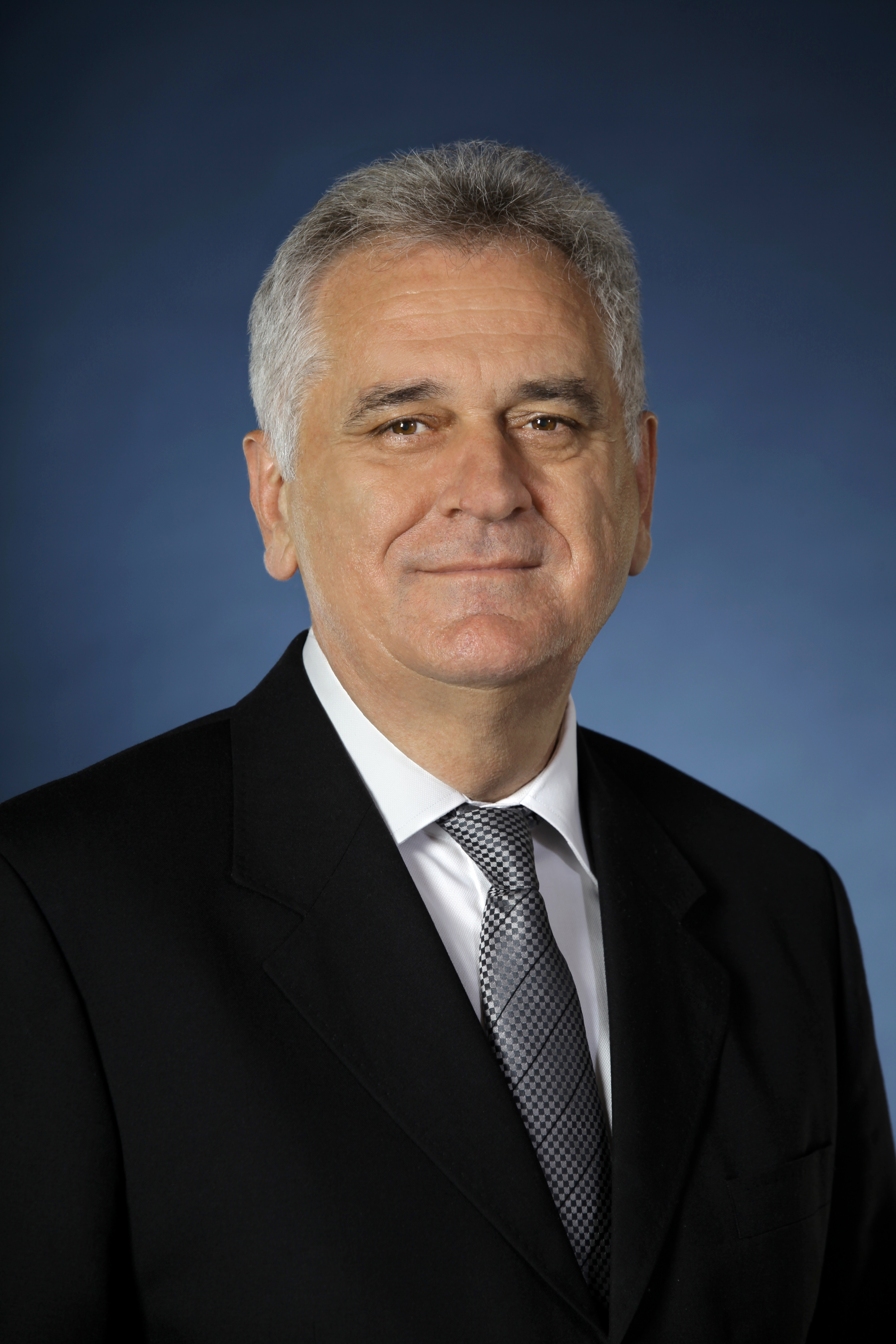
Tomislav Nikolić (2012-2017)
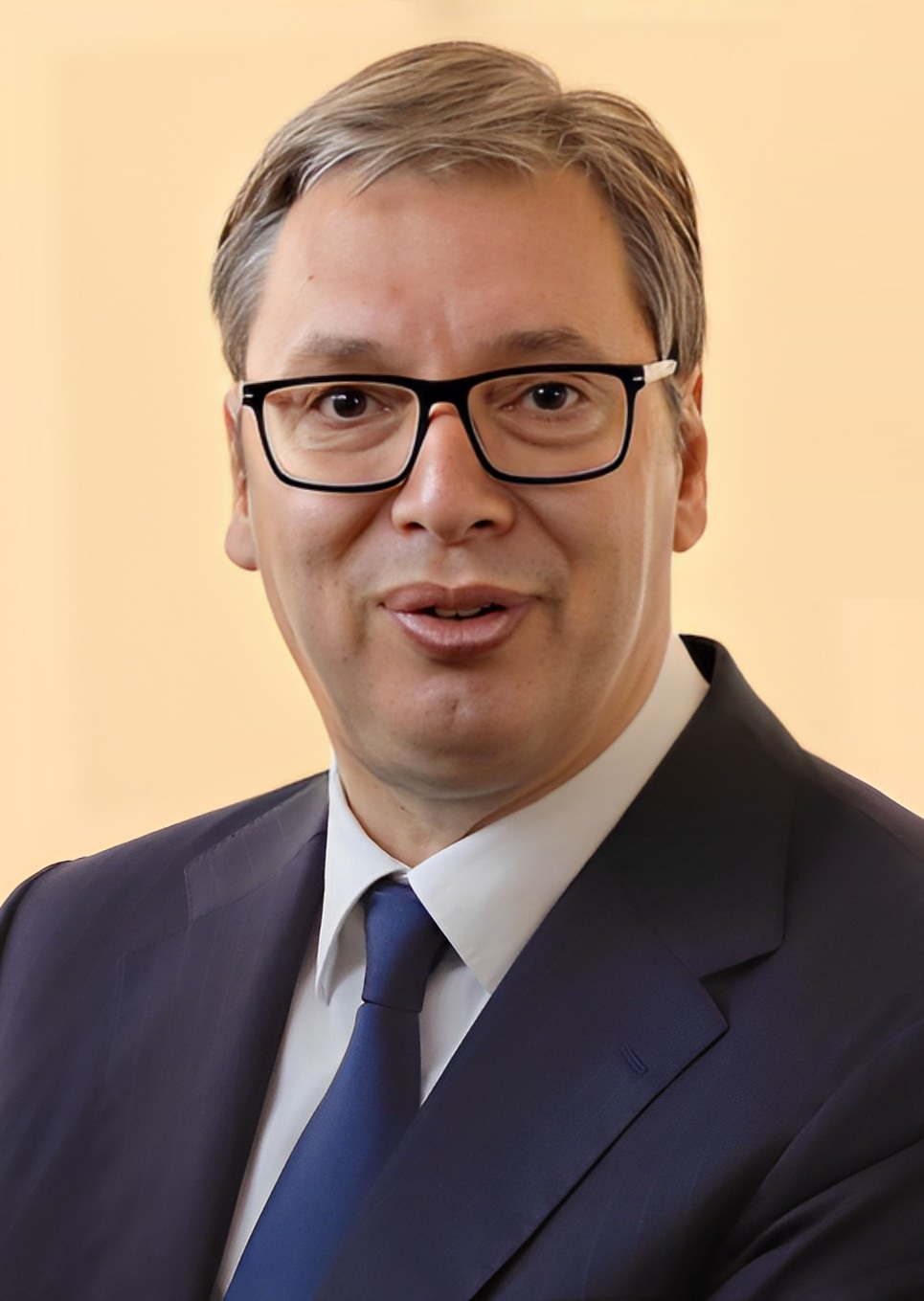
Aleksandar Vučić (depuis 2017)

## Sources

## Compléments